# Liste des plus hauts cols routiers des Alpes suisses
La liste des plus hauts cols routiers des Alpes suisses est dominée par un col à plus de 2 500 mètres d'altitude et seize cols à plus de 2 000 mètres d'altitude. En tête se trouve le col de l'Umbrail, à 2 501 mètres d’altitude. Pour sa part, avec ses 2 328 mètres d'altitude, le col de la Bernina est le plus haut col de Suisse et des Alpes à rester ouvert toute l'année. Une partie des cols sont aussi des cols ferroviaires, pour beaucoup situés sur les lignes touristiques Glacier Express et Bernina Express. Sur les 13 premiers cols de la liste, quatre sont des cols frontières entre la Suisse et l'Italie.

## Liste
| Nom                 | Altitude     | Situation                                                                      | Vallée 1                                    | Vallée 2                                                | Coordonnées                  | Illustration |
| ------------------- | ------------ | ------------------------------------------------------------------------------ | ------------------------------------------- | ------------------------------------------------------- | ---------------------------- | ------------ |
| Umbrail             | 2 501 mètres | Massif de l'Ortles, frontière italo-suisse (Grisons)                           | Val Müstair                                 | Vallée de l’Adda dans la Valteline                      | 46° 32′ 30″ N, 10° 26′ 00″ E |              |
| Nufenen             | 2 478 mètres | Alpes lépontines, Valais / Tessin                                              | Vallée de Conches par l'Ägenetal            | Léventine par le val Bedretto                           | 46° 28′ 41″ N, 8° 23′ 12″ E  |              |
| Grand-Saint-Bernard | 2 469 mètres | Alpes valaisannes, frontière italo-suisse (Valais)                             | Val d'Entremont                             | Vallée d'Aoste par la vallée du Grand-Saint-Bernard     | 45° 52′ 08″ N, 7° 10′ 14″ E  |              |
| Furka               | 2 429 mètres | Alpes uranaises / Alpes lépontines, Valais / Uri                               | Vallée du Rhône par la vallée de Conches    | Urseren, vallée de la Reuss                             | 46° 34′ 22″ N, 8° 24′ 55″ E  |              |
| Flüela              | 2 383 mètres | Chaîne de l'Albula, Grisons                                                    | Vallée de Landwasser par le Flüelatal       | Basse-Engadine par le val Susasca                       | 46° 45′ 01″ N, 9° 56′ 51″ E  |              |
| Bernina             | 2 328 mètres | Chaîne de la Bernina / Chaîne de Livigno, Grisons                              | Engadine par le val Bernina                 | Valteline par le val Laguné et le Val Poschiavo         | 46° 24′ 39″ N, 10° 01′ 36″ E |              |
| Livigno             | 2 314 mètres | Chaîne de Livigno, frontière italo-suisse (Grisons)                            | Val de Livigno                              | Val Poschiavo par le val Laguné                         | 46° 26′ 34″ N, 10° 03′ 21″ E |              |
| Albula              | 2 312 mètres | Chaîne de l'Albula, Grisons                                                    | Vallée de l'Albula                          | Haute-Engadine par le val d'Alvra                       | 46° 35′ 08″ N, 9° 51′ 10″ E  |              |
| Julier              | 2 284 mètres | Chaîne de l'Albula, Grisons                                                    | Vallée de l'Albula par Oberhalbstein        | Engadine                                                | 46° 28′ 13″ N, 9° 43′ 04″ E  |              |
| Susten              | 2 259 mètres | Alpes uranaises, Berne / Uri                                                   | Haslital par le Gadmertal                   | Vallée de la Reuss par le Meiental                      | 46° 43′ 46″ N, 8° 26′ 50″ E  |              |
| Grimsel             | 2 164 mètres | Alpes bernoises / Alpes uranaises, Berne / Valais                              | Haslital (Vallée de l'Aar)                  | Vallée du Rhône par la vallée de Conches                | 46° 33′ 40″ N, 8° 20′ 12″ E  |              |
| Ofen                | 2 149 mètres | Chaîne de Sesvenna / Massif de l'Ortles, Grisons                               | Haute-Engadine par le val dal Spöl          | Val Müstair                                             | 46° 38′ 54″ N, 10° 16′ 00″ E |              |
| Splügen             | 2 114 mètres | Alpes lépontines / chaîne de l'Oberhalbstein, frontière italo-suisse (Grisons) | Rheinwald, vallée du Rhin Postérieur        | Val Bregaglia par le Val San Giacomo                    | 46° 30′ 20″ N, 9° 19′ 49″ E  |              |
| Saint-Gothard       | 2 107 mètres | Alpes lépontines, Uri / Tessin                                                 | Urseren, vallée de la Reuss                 | Léventine par le val Tremola                            | 46° 33′ 33″ N, 8° 33′ 42″ E  |              |
| San Bernardino      | 2 067 mètres | Alpes lépontines, Grisons                                                      | Rheinwald, vallée du Rhin Postérieur        | Val Mesolcina                                           | 46° 29′ 45″ N, 9° 10′ 15″ E  |              |
| Moosalp             | 2 048 mètres | Alpes valaisannes, Valais                                                      | Vispertal                                   | Vallée du Rhône                                         | 46° 15′ 05″ N, 7° 49′ 46″ E  |              |
| Oberalp             | 2 044 mètres | Alpes glaronaises / Alpes lépontines, Uri / Grisons                            | Vallée du Rhin Antérieur                    | Vallée de la Reuss                                      | 46° 39′ 32″ N, 8° 40′ 16″ E  |              |
| Simplon             | 2 006 mètres | Alpes valaisannes, Valais                                                      | Vallée du Rhône                             | Vallée du Toce                                          | 46° 15′ 02″ N, 8° 01′ 56″ E  |              |
| Grosse Scheidegg    | 1 962 mètres | Alpes bernoises, Berne                                                         | Haslital par la Reichenbachtal              | Lauterbrunental par la vallée de la Lütschine noire     | 46° 39′ 21″ N, 8° 06′ 07″ E  |              |
| Klausen             | 1 948 mètres | Alpes glaronaises, Uri                                                         | Vallée du Rhin par l'Urnerboden             | Vallée de la Reuss par le Schächental                   | 46° 52′ 05″ N, 8° 51′ 19″ E  |              |
| Lukmanier           | 1 917 mètres | Alpes Lépontines, Grisons / Tessin                                             | Val Medel, Rhin Antérieur                   | Léventine par la Valle Santa Maria et le Val Blenio     | 46° 33′ 48″ N, 8° 48′ 04″ E  |              |
| Maloja              | 1 815 mètres | Chaîne de la Bernina/Chaîne de l'Albula, Grisons                               | Haute-Engadine                              | Val Bregaglia                                           | 46° 24′ 00″ N, 9° 41′ 45″ E  |              |
| Croix               | 1 776 mètres | Alpes vaudoises, Vaud                                                          | Vallée du Rhône par la vallée de la Gryonne | Vallée des Ormonts                                      | 46° 19′ 30″ N, 7° 07′ 37″ E  |              |
| Lein                | 1 686 mètres | Alpes valaisannes, Valais                                                      | Vallée du Rhône                             | Val de Bagnes                                           | 46° 06′ 35″ N, 7° 09′ 32″ E  |              |
| Wolfgang            | 1 632 mètres | Chaîne de Plessur, Grisons                                                     | Prättigau                                   | Vallée du Landwasser                                    | 46° 49′ 59″ N, 9° 51′ 14″ E  |              |
| Glaubenbielen       | 1 611 mètres | Préalpes lucernoises et unterwaldoises, Obwald                                 | Vallée de la Sarner Aa                      | Mariental (de), Entlebuch                               | 46° 49′ 08″ N, 8° 05′ 35″ E  |              |
| Gurnigel            | 1 610 mètres | Préalpes bernoises, canton de Berne                                            | Vallée de la Singine                        | Vallée du Biberze                                       | 46° 43′ 56″ N, 7° 26′ 52″ E  |              |
| Les Agites          | 1 554 mètres | Préalpes vaudoises, Vaud                                                       | Vallée du Rhône                             | Vallée de l'Hongrin                                     | 46° 22′ 14″ N, 6° 57′ 42″ E  |              |
| Lenzerheide         | 1 549 mètres | Chaîne de Plessur, Grisons                                                     | Vallée de Rhin                              | Vallée de l'Albula                                      | 46° 45′ 14″ N, 9° 33′ 32″ E  |              |
| Pragel              | 1 548 mètres | Préalpes schwitzoises et uranaises, Schwytz                                    | Muotatal                                    | Vallée de la Linth par le Klöntal                       | 46° 59′ 57″ N, 8° 52′ 10″ E  |              |
| Pillon              | 1 546 mètres | Alpes vaudoises, Vaud                                                          | Vallée des Ormonts                          | Vallée de la Sarine (Berne)                             | 46° 21′ 13″ N, 7° 12′ 17″ E  |              |
| Schwarzenbühl (de)  | 1 546 mètres | Préalpes bernoises, Berne                                                      | Vallée de la Singine de Gantrisch           | Vallée de la Singine et de la Schwarzwasser             | 46° 44′ 19″ N, 7° 23′ 33″ E  |              |
| Glaubenberg         | 1 543 mètres | Préalpes lucernoises et unterwaldoises, Obwald / Lucerne                       | Vallée de la Sarner Aa                      | Mariental (de), Entlebuch                               | 46° 53′ 33″ N, 8° 06′ 28″ E  |              |
| Jaun                | 1 508 mètres | Préalpes fribourgeoises, Berne                                                 | Simmental                                   | Vallée de la Sarine par la vallée de la Jogne (Gruyère) | 46° 35′ 28″ N, 7° 20′ 27″ E  |              |